# 韩摆渡镇
韩摆渡镇，是中华人民共和国安徽省六安市裕安区下辖的一个乡镇级行政单位。

## 行政区划
韩摆渡镇下辖以下地区：
马家庵社区、韩摆渡社区、祁家岗村、官塘村、白酒店村、百市集村、陆集村、红桥村、孙井村、堰湾村、众姓桥村、三拐店村、王桥村、棉场村和苏北村。